# مشغل البلازما
مشغلات البلازما هي نوع من المشغلات التي يتم تطويرها حاليًا للتحكم في التدفق الديناميكي الهوائي. تنقل مشغلات البلازما القوة بطريقة مشابهة لتلك المشغلات الأيونية. جذَب التحكم في تدفق البلازما اهتمامًا كبيرًا واستُخدم في تسريع الطبقة الحدودية، والتحكم في فصل الجنيح، والتحكم في فصل الجسم الأمامي، والتحكم في فصل شفرة التوربينات، وتمديد استقرار الضاغط المحوري، ونقل الحرارة، والتحكم في النفاثات عالية السرعة.
يعتمد عمل هذه المشغلات على تكوين بلازما منخفضة الحرارة بين زوج من الأقطاب الكهربائية غير المتماثلة عن طريق تطبيق إشارة تيار متردد عالية الجهد عبر الأقطاب الكهربائية. وبالتالي، تتأين جزيئات الهواء من الهواء المحيط بالأقطاب الكهربائية، وتتسارع عبر المجال الكهربائي.

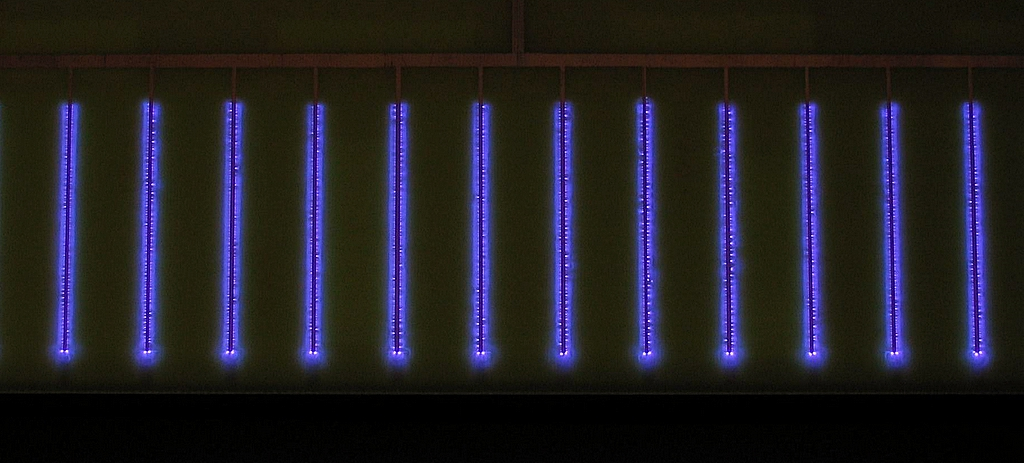
توهج تصريفات مشغل البلازما

## المقدمة
تعد مشغلات البلازما التي تعمل في الظروف الجوية واعدة للتحكم في التدفق، وذلك أساسًا لخصائصها الفيزيائية، مثل قوة الجسم المستحثة بواسطة مجال كهربائي قوي وتوليد الحرارة أثناء القوس الكهربائي، وبساطة بنائها ومواضعها. على وجه الخصوص، الاختراع الأخير لمشغلات بلازما التفريغ المتوهج بواسطة روث عام 2003، التي يمكن أن تنتج كميات كافية من بلازما تفريغ التوهج في هواء الضغط الجوي يساعد على تحقيق زيادة في أداء التحكم في التدفق.

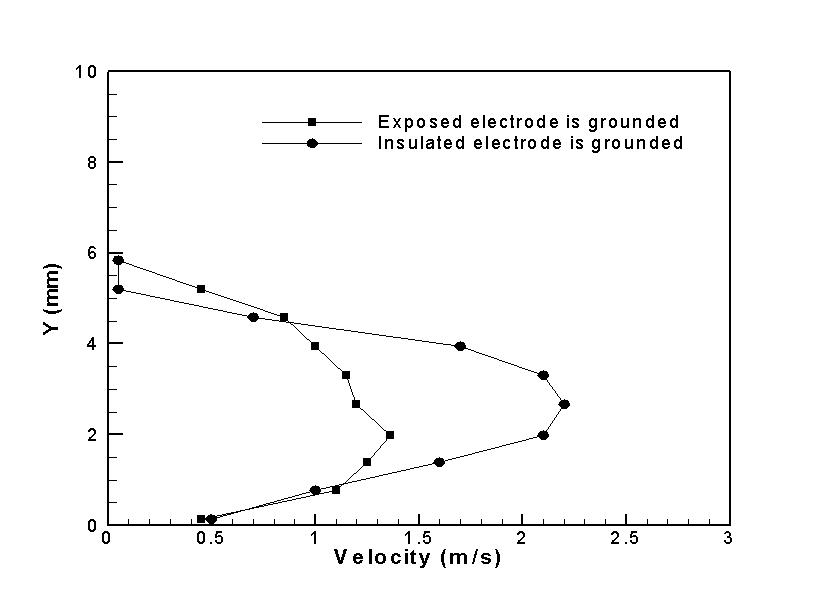
سرعة التدفق الموضعي التي يسببها مشغل البلازما

## تخطيطات إمدادات الطاقة والقطب الكهربائي
يمكن استخدام إما مصدر طاقة تيار مباشر (DC) أو تيار متردد (AC) أو تفريغ ميكروويف لتكوينات مختلفة لمشغلات البلازما. يتم تقديم مخطط واحد لتصميم مصدر طاقة التيار المتردد لمشغل البلازما لتفريغ حاجز العزل الكهربائي هنا كمثال. يتم تحديد أداء مشغلات البلازما من خلال المواد العازلة ومدخلات الطاقة، ويقتصر لاحقًا على صفات موسفت أو ترانزستور ثنائي القطب ذو البوابة المعزولة (IGBT).

دوائر القيادة (النوع E) لمصدر الطاقة

يمكن تحسين أشكال الموجة الدافعة لتحقيق تشغيل أفضل (سرعة التدفق المستحثة). ومع ذلك، قد يكون الشكل الموجي الجيبي مفضلًا للبساطة في بناء مصدر الطاقة. الفائدة الإضافية هي التداخل الكهرومغناطيسي الأقل نسبيًا. يمكن اعتماد تعديل عرض النبضة لضبط قوة التشغيل على الفور.

تعديل عرض النبض لمدخلات طاقة البلازما

تكوين واحد لمشغل البلازما DBD

تكوين واحد لمشغل البلازما DBD

لقد ثبت أن معالجة القطب الكهربائي المغلف وتوزيع القطب المغلف في جميع أنحاء الطبقة العازلة يغير أداء مشغل البلازما لتفريغ حاجز العزل الكهربائي (DBD). يؤدي تحديد موقع القطب الكهربائي المغلف الأولي الأقرب إلى السطح العازل للكهرباء إلى سرعات مستحثة أعلى من حالة خط الأساس لجهد معين. بالإضافة إلى ذلك، فإن المحركات ذات الإلكترود الأولي الضحل قادرة على نقل الزخم والقوة الميكانيكية بشكل أكثر كفاءة إلى التدفق.
بغض النظر عن مقدار التمويل الذي تم استثماره وعدد المطالبات الخاصة المختلفة للسرعة المستحثة العالية، والحد الأقصى، ومتوسط السرعة التي تسببها مشغلات البلازما في ظل الضغط الجوي، دون أي مساعد لمكبر الصوت الميكانيكي (الغرفة، التجويف، إلخ)، لا يزال أقل من 10 تصلب متعدد.

## تأثير درجة الحرارة
تلعب درجة حرارة السطح دورًا مهمًا في الحد من فائدة مشغل البلازما لتفريغ حاجز العزل الكهربائي. يزداد الدفع الناتج عن مشغل في الهواء الهادئ مع زيادة قانون القدرة للجهد المطبق. بالنسبة للجهود التي تزيد عن العتبة، يقلل أس قانون الطاقة من الحد من زيادة الدفع، ويقال إن المشغل "مشبع"، مما يحد من أداء المشغل. يمكن ربط بداية التشبع بصريًا ببدء أحداث التفريغ الخيطي. يمكن معالجة تأثير التشبع عن طريق تغيير درجة حرارة السطح المحلي للعزل الكهربائي. أيضًا، عند التعامل مع الطائرات الواقعية المجهزة بمشغلات البلازما، من المهم مراعاة تأثير درجة الحرارة. قد يكون للتغيرات في درجات الحرارة التي يتم مواجهتها أثناء مغلف الرحلة تأثيرات ضارة في أداء المشغل. لقد وجد أنه بالنسبة للجهد الثابت من الذروة إلى الذروة، فإن السرعة القصوى التي ينتجها المشغل تعتمد بشكل مباشر على درجة حرارة سطح العازل. تشير النتائج إلى أنه من خلال تغيير درجة حرارة المشغل، يمكن الحفاظ على الأداء أو حتى تغييره في ظروف بيئية مختلفة. يمكن أن تؤدي زيادة درجة حرارة سطح العزل الكهربائي إلى زيادة أداء مشغل البلازما عن طريق زيادة تدفق الزخم مع استهلاك طاقة أعلى قليلاً.

## تطبيقات التحكم في التدفق
تتضمن بعض التطبيقات الحديثة لتشغيل البلازما التحكم في التدفق عالي السرعة باستخدام مشغلات البلازما ذات الفتيل القوسي الموضعي، والتحكم في التدفق منخفض السرعة باستخدام تصريفات الحاجز العازل لفصل التدفق والتحكم في التنبيه ثلاثي الأبعاد، والتحكم في الصوت، والانزلاق والتفريغ. يركز البحث الحالي لمشغلات البلازما بشكل أساسي على ثلاثة اتجاهات: (1) تصميمات مختلفة لمشغلات البلازما. (2) تطبيقات التحكم في التدفق (3) النمذجة الموجهة للتحكم لتطبيقات التدفق تحت تشغيل البلازما. بالإضافة إلى ذلك، هناك ما يُعرف بتوفير رؤى مادية.

### مُولِّد الدوامة
يتسبب مشغل البلازما في حدوث اضطراب محلي في سرعة التدفق، والذي سيتم تطويره في اتجاه مجرى النهر إلى لوح دوامة. نتيجة لذلك، يمكن أن تعمل مشغلات البلازما كمولدات دوامة. يتمثل الاختلاف بين هذا الجيل وتوليد الدوامة التقليدية في عدم وجود أجزاء متحركة ميكانيكية أو أي ثقوب حفر على الأسطح الديناميكية الهوائية، مما يدل على فائدة مهمة لمشغلات البلازما. تولد المشغلات ثلاثية الأبعاد مثل مشغل بلازما الهندسة السربنتين دوامات ذات اتجاه مجرى، والتي تكون مفيدة للتحكم في التدفق.

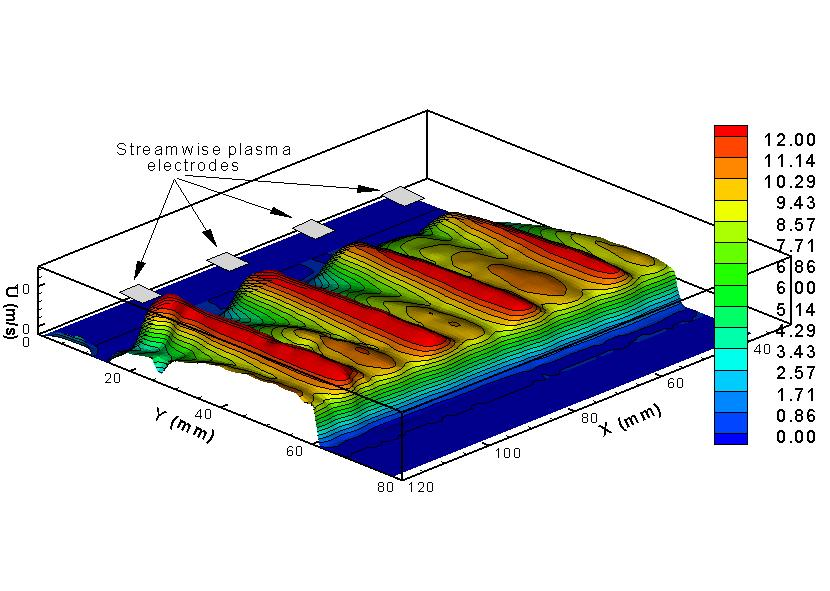
مجال التدفق المستحث بالبلازما

### التحكم النشط في الضوضاء
يشير التحكم النشط في الضوضاء عادةً إلى إلغاء الضوضاء، أي أن مكبر صوت إلغاء الضوضاء يصدر موجة صوتية بنفس السعة ولكن مع طور مقلوب (يُعرف أيضًا بالطور المضاد) إلى الصوت الأصلي. ومع ذلك، فإن التحكم النشط في الضوضاء بالبلازما يتبنى استراتيجيات مختلفة. يستخدم الأول اكتشاف أن ضغط الصوت يمكن أن يخفف عندما يمر عبر لوح بلازما. والثاني، والذي يتم استخدامه على نطاق واسع، هو قمع مجال التدفق المسؤول عن الضوضاء الناتجة عن التدفق (المعروف أيضًا باسم الصوتيات الهوائية)، باستخدام مشغلات البلازما. لقد تم إثبات أن كلاً من الضوضاء النغمية، وضوضاء النطاق العريض، (يمكن أن يشير الاختلاف إلى الدرجة اللونية مقابل النطاق العريض) يمكن تخفيفها بشكل فعال بواسطة مشغل بلازما مصمم بعناية.

### التحكم في التدفق فوق الصوتي وفوق سرعة الصوت
تم إدخال البلازما للتحكم في التدفق فوق الصوتي. أولاً، يمكن أن يكون توليد البلازما أسهل بكثير للمركبات التي تفوق سرعتها سرعة الصوت على ارتفاعات عالية مع ضغط جوي منخفض جدًا ودرجة حرارة سطح عالية. ثانيًا، السطح الديناميكي الهوائي الكلاسيكي لديه القليل من التشغيل للعلبة.
يتزايد الاهتمام بمشغلات البلازما كأجهزة تحكم في التدفق النشط بسرعة بسبب افتقارها للأجزاء الميكانيكية وخفة الوزن وتردد الاستجابة العالي. يتم فحص خصائص مشغل البلازما لتفريغ الحاجز العازل (DBD) عند تعرضه لتدفق غير مستقر ناتج عن أنبوب الصدمة. أظهرت دراسة أنه ليس فقط طبقة القص خارج أنبوب الصدمة تتأثر بالبلازما ولكن مرور مقدمة الصدمة والتدفق عالي السرعة خلفها يؤثر أيضًا بشكل كبير على خصائص البلازما.

### التحكم في الطيران
يمكن تركيب مشغلات البلازما على الجنيح للسيطرة على موقف الرحلة وبعد ذلك مسار الرحلة. يمكن بالتالي حفظ جهود التصميم والصيانة المرهقة لأنظمة النقل الميكانيكية والهيدروليكية في الدفة الكلاسيكية. الثمن الذي يجب دفعه هو أنه يجب على المرء أن يصمم نظامًا كهربائيًا مناسبًا للجهد العالي / الطاقة يلبي قاعدة EMC. ومن ثم، بالإضافة إلى التحكم في التدفق، تمتلك مشغلات البلازما إمكانات في التحكم في الطيران على المستوى الأعلى، لا سيما في تحقيقات الطائرات بدون طيار والكواكب خارج الأرض (مع الظروف الجوية المناسبة).
من ناحية أخرى، يجب إعادة النظر في إستراتيجية التحكم في الطيران بأكملها مع مراعاة خصائص مشغلات البلازما. يظهر في الشكل نظام تحكم أولي واحد في لفة مع مشغلات بلازما DBD.

تم نشر مشغلات DBD Plasma على جنيح NACA 0015 للقيام بالتحكم في الطيران بدون دفة

يمكن ملاحظة أن مشغلات البلازما منتشرة على جانبي الجنيح. يمكن التحكم في التحكم في لفة عن طريق تنشيط مشغلات البلازما وفقًا لملاحظات زاوية اللفة. بعد دراسة العديد من منهجيات التحكم في التغذية الراجعة، تم اختيار طريقة التحكم بانج بانج لتصميم نظام التحكم في لفة على أساس مشغلات البلازما. والسبب هو أن التحكم في الانفجار هو الوقت الأمثل وغير حساس لمشغلات البلازما، والتي تختلف بسرعة باختلاف الظروف الجوية والكهربائية.

### انتقال الحرارة
نقل الحرارة المشغّلة بالبلازما (أو نقل الحرارة بمساعدة البلازما) هي طريقة لتبريد الأسطح الساخنة بمساعدة مسرع السوائل الكهروستاتيكي (EFA) مثل مشغل البلازما لتفريغ الحاجز العازل (DBD) أو مشغل البلازما بتفريغ الهالة. يعد نقل الحرارة المشغّل بالبلازما أحد التطبيقات المقترحة لمشغلات البلازما EFA.

#### التبريد القسري
تولد جميع الأجهزة الإلكترونية حرارة زائدة يجب إزالتها لمنع الفشل المبكر للجهاز. نظرًا لحدوث التسخين في الجهاز، تتمثل إحدى الطرق الشائعة للإدارة الحرارية للإلكترونيات في توليد تدفق كبير (على سبيل المثال عن طريق المراوح الخارجية) والذي يجعل الهواء المحيط البارد ملامسًا للجهاز الساخن. يحدث النقل الصافي للحرارة بين الأجهزة الإلكترونية الأكثر سخونة والهواء الأكثر برودة، مما يؤدي إلى خفض متوسط درجة الحرارة للإلكترونيات. في نقل الحرارة المشغّل بالبلازما، تولد مشغلات البلازما EFA تدفقًا ثانويًا للتدفق بالجملة، وتسبب تسريعًا محليًا للسائل بالقرب من مشغل البلازما، وفي النهاية قد تضعف الطبقة الحدودية الحرارية والسرعة بالقرب من الإلكترونيات. والنتيجة هي أن الهواء الأكثر برودة يقترب من الإلكترونيات الساخنة، مما يحسن تبريد الهواء القسري. يمكن استخدام نقل الحرارة المشغّل بالبلازما كحل لإدارة الحرارة للأجهزة المحمولة وأجهزة الكمبيوتر المحمولة وأجهزة الكمبيوتر المحمولة فائقة السرعة وغيرها من الأجهزة الإلكترونية أو في التطبيقات الأخرى التي تستخدم تكوينات تبريد الهواء القسري المماثلة.

#### تبريد الهياكل الساخنة

تقديم شفرة توربينية بفتحات تبريد لتبريد الغشاء. يتم نفخ الهواء البارد من خلال الفتحات لتوفير طبقة عازلة للشفرة من البيئة الخارجية الساخنة.

في التطبيقات الهندسية التي تعاني من بيئات درجات حرارة عالية بشكل ملحوظ مثل تلك التي تواجهها ريش التوربينات الغازية، يجب تبريد الهياكل الساخنة للتخفيف من الضغوط الحرارية والفشل الهيكلي. في هذه التطبيقات، من أكثر التقنيات المستخدمة شيوعًا تبريد الغشاء حيث يتم إدخال سائل ثانوي مثل الهواء أو سائل تبريد آخر إلى سطح في بيئة ذات درجة حرارة عالية. يوفر السائل الثانوي طبقة (أو فيلمًا) عازلًا باردًا على طول السطح يعمل كمشتت للحرارة، مما يقلل متوسط درجة الحرارة في الطبقة الحدودية. نظرًا لأن السائل الثانوي يُحقن على السطح في فتحات منفصلة على السطح، يتم نفخ جزء من السائل الثانوي عن السطح (خاصة عند نسب الزخم العالية للهواء المحقون للتدفق المتقاطع)، مما يقلل من فعالية عملية تبريد الفيلم. في نقل الحرارة المشغّل بالبلازما، تُستخدم مشغلات البلازما EFA للتحكم في السائل الثانوي عبر قوة ديناميكية تعزز ارتباط السائل الثانوي بالسطح الساخن وتحسن من فعالية تبريد الغشاء.

## النمذجة
تم اقتراح نماذج عددية مختلفة لمحاكاة عمليات البلازما في التحكم في التدفق. تم سردها أدناه وفقًا للتكلفة الحسابية، من الأغلى إلى الأرخص.
- طريقة مونت كارلو بالإضافة إلى الجسيمات في الخلية.
- نمذجة الكهرباء إلى جانب معادلات نافيير-ستوكس.[59]
- نموذج العناصر المجمعة مقترنًا بمعادلات نافيير-ستوكس.[60]
- نموذج بديل لمحاكاة تشغيل البلازما.[30][61][62]

إن أهم إمكانات مشغلات البلازما هي قدرتها على سد السوائل والكهرباء. يمكن تطبيق نظام التحكم الحديث ذي الحلقة المغلقة والأساليب النظرية التالية للمعلومات على علوم الديناميكا الهوائية الكلاسيكية نسبيًا. تم اقتراح نموذج موجه للتحكم لتشغيل البلازما في التحكم في التدفق لحالة التحكم في تدفق التجويف.